# Andris Poga
Andris Poga  (* 1980 in Riga) ist ein lettischer Dirigent.

## Ausbildung
Andris Poga studierte Dirigieren an der Lettischen Musikakademie Jāzeps Vītols sowie Philosophie an der Staatlichen Universität Lettlands. Von 2004 bis 2005 erhielt er Dirigierunterricht bei Uroš Lajovic an der  Wiener Universität für Musik und Darstellende Kunst. Als Student besuchte er Meisterkurse bei Seiji Ozawa und Leif Segerstam.

## Werdegang
Im Jahr 2010 gewann Andris Poga den ersten Preis beim Internationalen Dirigierwettbewerb „Jewgeni Swetlanow“ in Montpellier. Daraufhin wurde Andris Poga der Assistent von Paavo Järvi beim Orchestre de Paris (2011–2013) und Assistant Conductor beim Boston Symphony Orchestra (2012–2014).
Seit Beginn der Saison 2013/2014 ist Poga Chefdirigent des Lettischen Nationalorchesters in Riga. Im Herbst 2014 sprang Poga für Lorin Maazel und Waleri Gergijew ein und übernahm die Leitung ihrer Konzerte mit den Münchner Philharmonikern in Peking und Taipeh. Die Zusammenarbeit war so erfolgreich, dass Poga umgehend eine Wiedereinladung für Abonnementkonzerte der Philharmoniker in München erhielt. Zu den Orchestern, die Poga bereits dirigiert hat, zählen neben dem Gewandhausorchester Leipzig, dem Boston Symphony Orchestra, dem Orchestre National de France und dem Orchestre de Paris, dem Deutschen Symphonie-Orchester Berlin auch das NHK Symphony Orchestra Tokio und das New Japan Philharmonic Orchestra.